# Motoaixada

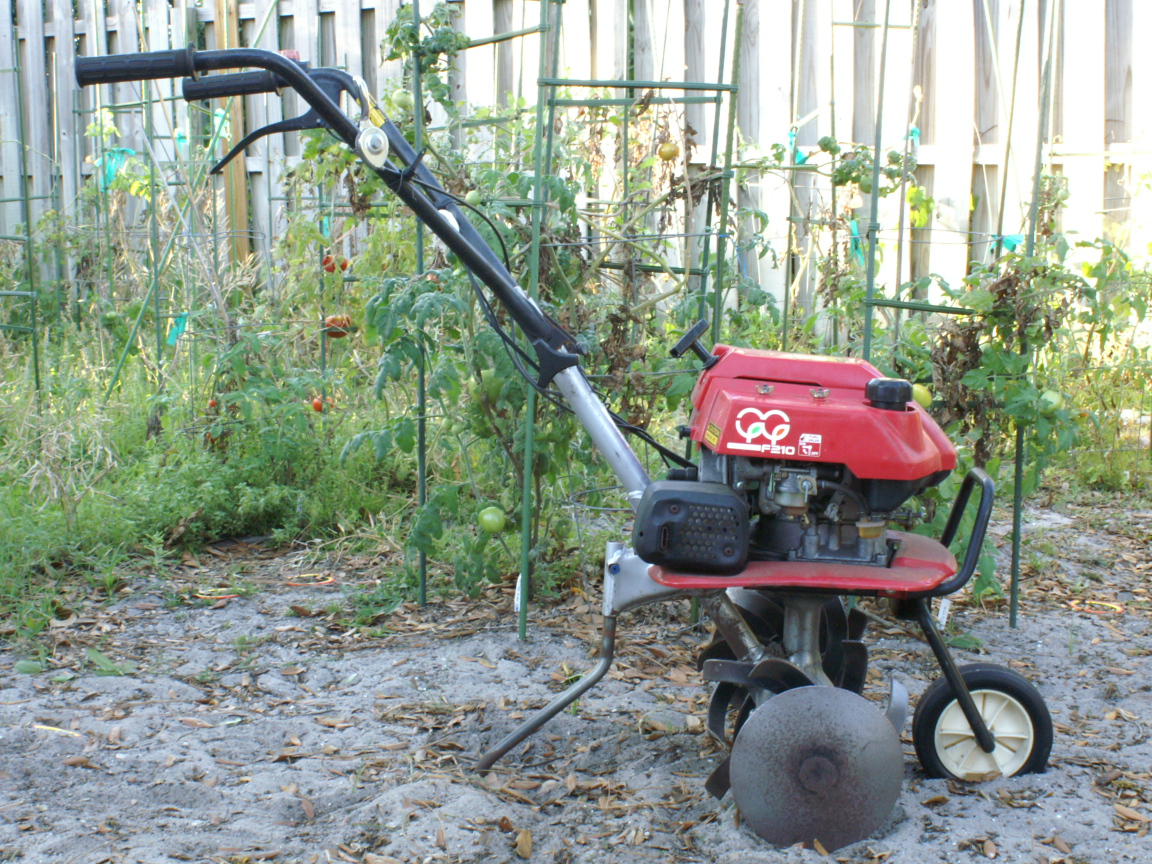
Motoaixada Honda F210. La tracció és a través de les freses. La rodeta del davant és únicament pel transport

La motoaixada és un motocultor que duu acoblada una aixada mecànica o una cavadora que efectua la propulsió de la màquina. És de baixa potència, en què la conducció i l'operació són proporcionades per un home a peu. N'hi ha amb motor de combustió o elèctric.
S'utilitza principalment en horticultura i jardineria, que permet en una sola passada i sense esforç birbada, aixada, l'arada, i l'enfonsament de la terra. Està equipat amb un eix únic que fa girar una o més freses i dues nanses amb les manetes de control. En jardineria, la motoaixada s'utilitza sovint per preparar el terreny a principis de la temporada per substituir el treball que es feia tradicionalment amb una pala.
Els europeus, principalment empren la motoaixada en el seu propi jardí, mentre que a Àsia es considera una màquina agrícola en si mateixa (per treballar en els camps d'arròs, per exemple).